# 名曲のたのしみ
『名曲のたのしみ』（めいきょくのたのしみ）は、NHK-FMで1971年4月11日から2012年12月30日まで放送していたクラシック音楽番組である。

## 放送時間
- 2012年12月まで毎週土曜日 21:00 - 22:00（本放送）、翌週木曜日 10:00 - 11:00（再放送）。
- 過去には、日曜日 9:00 - 9:59（本放送）、翌週水曜日 10:00 - 11:00（再放送）等に放送されていた。
- 再放送は2010年度で一度打ち切られている。2012年度より再開した。

## 概要
放送開始は1971年で、クラシック音楽評論家・吉田秀和が番組の開始当初から40年余りに渡りディスクジョッキーを務め、クラシック音楽の著名な作曲家の作品を一人ずつ、「（作曲家・作詞家名）のその音楽と生涯」というテーマをつけて、短いもので半年、長いもので1年半かけてほぼ全曲紹介していた。放送時間が1時間のため、オペラ等の演奏時間が長い曲は、数週にわたり放送された。
なお、毎月第5週（ある月）は「私の試聴室」として、他の週の作曲家の連続放送とは別に、吉田が新譜レコード・CDや注目する作曲家や演奏家等について紹介する回となっていた。
番組は吉田による「名曲のたのしみ・吉田秀和」というタイトルコールのあとオープニング曲すらなく、彼の解説と楽曲の演奏のみで構成される極めてシンプルなもので、ゲストの登場も全くなかった。
番組は神奈川県鎌倉市にある吉田の自宅で収録が行われたため、トーク部分をよく聴くと鳥の声等が聞こえることがあった。

## 吉田の死去と番組の終焉
吉田は2012年5月に死去した。生前に収録した解説音源がまだ残っていたのと、以後に放送予定だった番組で使われるはずだった台本（原稿）が多数残されていることが配慮され、吉田の遺志を尊重して2012年一杯は当初放送の内容を継続した。このため、同年6月2日の放送から、吉田の死去に関する告知と、その事前収録を行った時期・内容を冒頭にアナウンスするようになった。
同年7月14日の放送（テーマ「ラフマニノフのその音楽と生涯・第27回」）をもって、吉田の生前に収録した肉声の放送は終了し、7月21日（同「シベリウスのその音楽と生涯・第1回」）以後の放送は、吉田が生前に書いた原稿（遺稿）を、番組担当チーフ・プロデューサーの西川彰一が代読し、2012年12月まで引き続き放送した。代読を西川が担当したのは吉田の遺族の希望による。放送では「ご案内はNHKチーフ・プロデューサーの西川彰一です」と西川自身によるアナウンスがある。なお、「シベリウスのその音楽と生涯・第2回」の放送は夏季特別編成の都合で、通常の曜日時間帯ではなく、再放送時間帯である2012年8月2日（木）10:00 - 11:00に放送した（再放送は同9日（木）の同時間帯）。また、「私の試聴室」の原稿は2回分が遺されており、2012年9月29日および同11月24日に放送した。
レギュラー放送では2012年12月22日（再放送12月27日）の放送をもって終了した。同年12月30日の最終回スペシャルをもってこの番組が完結し、41年9か月の歴史に幕を閉じた。
なお、その後番組として、『クラシックの迷宮』を2013年1月から放送している。

## 特集番組
| 番組名                             | 放送日時                                             | 出演                                                    | 補足 |
| ---------------------------------- | ---------------------------------------------------- | ------------------------------------------------------- | --- |
| 名曲のたのしみ 最終回スペシャル    | 2012年12月30日 12:15 - 17:00                         | 西川彰一（NHKチーフ･プロデューサー） 【司会】大林奈津子 | 特に反響の大きかった「モーツァルトのその音楽と生涯」と「私の視聴室」を中心に吉田の生前の録音とリクエストに応える約5時間の生放送であり、これをもって『名曲のたのしみ』は41年9か月にわたる放送を終了した。                                                 |
| 吉田秀和が語った“世界のピアニスト” | 2013年8月26日 - 30日 10:00 - 11:00                   | 【解説】吉田秀和 【案内】西川彰一                       | - 第1回「巨匠たちのベートーベン 〜アラウ、ゼルキン、ケンプ」 - 第2回「グールド、ブレンデルのハイドン」 - 第3回「シフのシューマン、ピレシュのシューベルト」 - 第4回「ガヴリーロフとヒューイットのラヴェル」 - 第5回「リパッティ、ツィマーマンのショパン」 |
| 吉田秀和が語ったモーツァルト       | 2014年8月18日 - 21日 14:00 - 15:55                   | 【解説】吉田秀和 【案内】西川彰一                       | 「モーツァルトその音楽と生涯」シリーズから - 第1回「三大交響曲きき比べ」 - 第2回「名歌手によるオペラ・アリア」 - 第3回「室内楽の魅力」 - 第4回「ピアノはプリマドンナー」                                                                                 |
| 吉田秀和が語ったベートーベン       | 2015年8月17日 - 20日 14:00 - 15:55                   | 【解説】吉田秀和 【案内】西川彰一                       | 「ベートーベンその音楽と生涯」シリーズから - 第1回「大作曲家の全体像」 - 第2回「交響曲 〜雄弁なる主張」 - 第3回「ピアノ・ソナタ 〜みなぎる実験精神」 - 第4回「弦楽四重奏曲 〜成長の総決算」                                                              |
| 吉田秀和が語ったブラームス         | 2016年8月9日 - 11日 14:00 - 15:55 9月1日 7:25 - 9:20 | 【解説】吉田秀和 【案内】西川彰一                       | 「ブラームスその音楽と生涯」シリーズから - 第1回「甘い旋律の魅力」 - 第2回「国民的作曲家へ」 - 第3回「寂しさと憧れと」 - 第4回「忘れがたい名演奏」 |

## 取り上げられた作曲家
- ヴォルフガング・アマデウス・モーツァルト
- ルートヴィヒ・ヴァン・ベートーヴェン
- ヨハネス・ブラームス（ピアノ五重奏 第2楽章）
- フレデリック・ショパン
- エドヴァルド・グリーグ
- クロード・ドビュッシー
- モーリス・ラヴェル
- フランツ・シューベルト
- ロベルト・シューマン
- フェリックス・メンデルスゾーン
- アントニン・ドヴォルザーク
- エクトル・ベルリオーズ
- セルゲイ・プロコフィエフ
- ドミートリイ・ショスタコーヴィチ
- リヒャルト・シュトラウス
- ピョートル・チャイコフスキー
- フランシス・プーランク（フルート・ソナタ 第1楽章）
- フランツ・ヨーゼフ・ハイドン
- セルゲイ・ラフマニノフ（ピアノ協奏曲第2番 第2楽章）
- ジャン・シベリウス

## 関連番組
- バロックの森
- 古楽の楽しみ
- 音楽の泉
- クラシックの迷宮 - 本番組の後番組。部分的に本番組の構成を引き継いでいる。

## 番組本
- 名曲のたのしみ、吉田秀和（吉田秀和・西川彰一編著 学研パブリッシング）全5巻[9]
同番組の「わたしの試聴室」のコーナーを抜粋し、吉田のトーク（付録CDには放送音源が収録されているが、音楽は収録されていない）をジャンル別に収録したものである。
  - 1「ピアニスト聴きくらべ」
  - 2「指揮者を語る」
  - 3「珠玉のソリストたち」
  - 4「室内楽との対話」
  - 5「モーツァルト〜作曲家について」
- モーツァルト その音楽と生涯 名曲のたのしみ（吉田秀和・西川彰一編著 学研パブリッシング）全5巻[10]
正編『名曲のたのしみ、吉田秀和』の第5巻で発行された「モーツァルト〜作曲家について」をブローアップし、同番組で放送された「モーツァルトのその音楽と生涯」の放送原稿を再録するとともに、付録CDで放送音源と楽曲の抜粋を収録している。